# سوزانا آلاکوسکی
سوزانا آلاکوسکی (فنلاندی: Susanna Alakoski؛ زادهٔ ۱۶ مهٔ ۱۹۶۲) در واسا، فنلاند، پدیدآور و نویسنده اهل فنلاند است. وی یه زبان سوئدی صحبت می‌کند و نویسنده و سخنران است. در سال ۲۰۰۶ جایزه اوت را به خاطر رمان (Svinalängorna) به دست آورد و در سال ۲۰۱۰ فیلمی به نام (Beyond) از روی این رمان ساخته شد. او روی مسائل جنسیتی تحقیق می‌کند و یک مددکار اجتماعی است.